# Mindarus
Mindarus est un général spartiate de la fin du Ve siècle av. J.-C., pendant la guerre du Péloponnèse. 
Il est nommé navarque pendant l'été -411 pour remplacer Astyochus en tant que commandant de la flotte spartiate en Mer Égée. Arrivé à Milet, où la flotte est stationnée, il réussit à lui faire gagner Abydos sans se faire intercepter par les Athéniens, ce qui relocalise le théâtre des opérations et menace plus directement ses adversaires. À la fin de l'année, il subit néanmoins deux défaites lors des batailles navales de Cynosséma et d'Abydos. Ces victoires athéniennes ne sont cependant pas décisives et une nouvelle bataille navale oppose les deux flottes au large de Cyzique en mars -410. Lors de cette bataille, Mindarus est tué au combat, ce qui provoque l'écroulement de ses forces et la défaite spartiate.